# Mérőoperátor
A mérőoperátor (angolul: Meter Operator, röviden: MOP) egy Nyugat-Európa néhány országában működő energetikai társaságforma, mely fogyasztásmérők tulajdonlásával, üzemeltetésével, hitelesítésével, valamint a mérési pontok (POD-ok) nyilvántartásával és a tulajdonképpeni méréssel és a mérési adatok szolgáltatásával foglalkozik.
Nyugati országokban a fogyasztásmérők lehetnek akár az elosztóhálózat-üzemeltető (DNO/DSO) vagy akár a fogyasztó tulajdonában is. Ennek függvényében számlázza ki a MOP a tevékenységével összefüggésben felmerült költségekről szóló számlát a DNO/DSO-nak, vagy magának a végfelhasználónak. Németországban és az Egyesült Királyságban számos MOP működik, melyek utóbbiban az Association of Meter Operators szövetségbe tömörülnek.
Mérőoperátori tevékenységet jelenleg Magyarországon a DSO-k végeznek, továbbá pilot jelleggel és meghatározott szűk körben a Központi Okos Mérés Zrt.
A kötelezően hitelesítendő fogyasztásmérő eszközök listája, valamint a hitelesítés időbeli hatálya a 127/1991. (X.9.) Kormányrendelet 2. számú mellékletében található. Példaként, a villamos energia fogyasztásmérők és a gázmérők hitelesítési ideje hazánkban 10 év, míg a vízmérőké 8 év.

## Fordítás
- Ez a szócikk részben vagy egészben  a   Meter operator című angol Wikipédia-szócikk fordításán alapul.  Az eredeti cikk szerkesztőit annak laptörténete sorolja fel. Ez a jelzés csupán a megfogalmazás eredetét és a szerzői jogokat jelzi, nem szolgál a cikkben szereplő információk forrásmegjelöléseként.